# 1462 Zamenhof
1462 Zamenhof eller 1938 CA är en asteroid upptäckt 6 februari 1938 av den finske astronomen Yrjö Väisälä vid Storheikkilä observatorium. Asteroiden har fått sitt namn efter Ludwig Zamenhof, en polsk läkare och uppfinnaren av esperanto, ett språk som intresserade upptäckaren.
Den tillhör asteroidgruppen Themis.
Ockultation av en stjärna har åtminstone observerats en gång.